# Söderköping (commune)
La commune de Söderköping est une commune suédoise du comté d'Östergötland. Environ 14590 personnes y vivent (2020). Son siège se situe à Söderköping.

## Localités
- Mogata
- Östra Ryd
- Snöveltorp
- Söderköping
- Västra Husby